# 無明地獄
『無明地獄』（むみょうじごく）は、1926年（大正15年）製作・公開、悪麗之助が「陸大蔵」名義で監督した日本の長編劇映画、サイレント映画時代の剣戟映画である。

## 略歴・概要
阪東妻三郎プロダクション設立第6作である。監督には、マキノ・プロダクションの脚本家出身で、当時東亜キネマで映画監督となっていた当時24歳の悪麗之助を起用、悪は「陸大蔵」名義でこれを監督した。
日本映画データベースには、悪の原作を伊藤大輔が脚色した旨の記述があるが、公開当時のポスターには、「監督・脚本 陸大蔵」と表記されている。ポスターに書かれたコピーは「大猛闘時代劇・切支丹異聞・剣戟闘史」であった。
本作は、松竹キネマ（現在の松竹）が配給し、同年4月15日に浅草公園六区・松竹館をフラッグシップに全国公開された。同時上映は松竹蒲田撮影所製作、大久保忠素監督による『夢の浮橋』である。
本作の上映用プリントは、現在、東京国立近代美術館フィルムセンターにも、マツダ映画社にも所蔵されていない。現存しないとされる映画を中心に、玩具映画を発掘・復元する大阪藝術大学のリストにも存在しない。現状、観賞することの不可能な作品である。

## スタッフ・作品データ
- 監督・原作 : 陸大蔵（悪麗之助）
- 脚本 : 伊藤大輔
- 撮影 : 石川東橘
- 製作 : 阪東妻三郎プロダクション
- 上映時間（巻数 / メートル） : 100分[7]（9巻 / 2,743メートル）
- フォーマット : 白黒映画 - スタンダードサイズ（1.33:1） - サイレント映画
- 初回興行 : 浅草・松竹館

## キャスト
- 阪東妻三郎 - 盲目侍 笹川宗七
- 鏡淳子 - 祇園芸者 艶香
- 中村吉松 - 艶香の情夫 山形新太郎
- 嵐しげ代 - 宗七の父 宗左衛門
- 森静子 - 旅の女 おみね
- 春路謙作 - おみねの夫 白井秀之助
- 中村政太郎 - 秀之助の敵 駒貝軍一郎

## 註
1. 1 2  無明地獄、日本映画データベース、2010年2月15日閲覧。
2. 1 2  『活辯時代』、御園京平、岩波書店、1990年3月刊 ISBN 4002600211, p.85.
3. ↑  1926年 公開作品一覧 633作品 / 夢の浮橋、日本映画データベース、2010年2月15日閲覧。
4. ↑  所蔵映画フィルム検索システム、東京国立近代美術館フィルムセンター、2010年2月15日閲覧。
5. ↑  主な所蔵リスト 劇映画＝邦画篇、マツダ映画社、2010年2月15日閲覧。
6. ↑  玩具映画フィルム・リスト、大阪藝術大学、2010年2月15日閲覧。
7. ↑  Film Calculator換算結果、コダック、2010年2月15日閲覧。